# Rudolf Forstinger
Rudolf Forstinger (* im 19. oder 20. Jahrhundert; † im 20. Jahrhundert) war ein Autor und Herausgeber.

## Leben
Forstinger spezialisierte sich auf Bücher über die Erforschung unbekannter Gebiete. 1935 erschien Durch die Luft zum Nord- und Südpol. Berichte und Schilderungen über die seit 1896 in den Polargebieten ausgeführten Flüge. Dieses Buch wurde 1943 erneut aufgelegt. 1936 folgten Die Bezwingung des Kilimandscharo und Der Kampf um den Mount Everest und 1937 Quer über den Atlantik.